# Mocsizuki Sigejosi
Mocsizuki Sigejosi (Sizuoka, 1973. július 9. –) japán válogatott labdarúgó.
A japán válogatott tagjaként részt vett a 2000-es Ázsia-kupán.

## Statisztika
| Japán válogatott | Japán válogatott | Japán válogatott |
| Időszak          | Mérk.            | gól              |
| ---------------- | ---------------- | ---------------- |
| 1997             | 2                | 0                |
| 1998             | 1                | 0                |
| 1999             | 2                | 0                |
| 2000             | 9                | 1                |
| 2001             | 1                | 0                |
| Összesen         | 15               | 1                |